# 異染色體性別

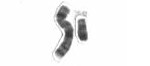
人的男性XY染色體。

異染色體性別是指一個物種的性別中，其兩條性染色體為不同的。以人為例，男性的性染色體由X染色體和Y染色體組成，為兩條不同的性染色體。雄性即為異染色體性別。
在部分的鳥類和爬蟲類中採用的是ZW性別決定系統，雌性動物的性染色體為ZW，則該物種中，雌性為異染色體性別。